# 1ª Divisão 1993-1994 (hockey su pista)
La 1ª Divisão 1993-1994 è stata la 54ª edizione del torneo di primo livello del campionato portoghese di hockey su pista. La competizione è iniziata il 30 ottobre 1993 e si è conclusa il 14 maggio 1994. Il torneo è stato vinto dal Benfica per la diciassettesima volta nella sua storia.

## Stagione

### Formula
La 1ª Divisão 1993-1994 vide ai nastri di partenza dodici club; la manifestazione fu organizzata con un girone all'italiana, con gare di andata e ritorno per un totale di 22 giornate: erano assegnati tre punti per l'incontro vinto e due punti a testa per l'incontro pareggiato, mentre ne era attribuito uno solo per la sconfitta. Al termine della stagione regolare le prime sei squadre classificate disputarono la poule per il titolo con la medesima formula della prima fase; la vincitrice venne proclamata campione del Portogallo. Le squadre classificate dal settimo al dodicesimo posto disputarono invece la poule salvezza dove le ultime tre classificate retrocedettero direttamente in 2ª Divisão, il secondo livello del campionato.

## Classifica stagione regolare
|  | Pos. | Squadra           | Pt | G  | V  | N | P  | GF  | GS  | DR   |
|  | ---- | ----------------- | -- | -- | -- | - | -- | --- | --- | ---- |
|  | 1.   | Benfica           | 62 | 22 | 20 | 0 | 2  | 167 | 56  | +111 |
|  | 2.   | Barcelos          | 58 | 22 | 17 | 2 | 3  | 129 | 65  | +64  |
|  | 3.   | Porto             | 54 | 22 | 16 | 0 | 6  | 100 | 73  | +27  |
|  | 4.   | Valongo           | 48 | 22 | 12 | 2 | 8  | 79  | 70  | +9   |
|  | 5.   | Paço de Arcos     | 45 | 22 | 10 | 3 | 9  | 99  | 95  | +4   |
|  | 6.   | Oliveirense       | 44 | 22 | 10 | 2 | 10 | 108 | 104 | +4   |
|  | 7.   | Sporting CP       | 44 | 22 | 8  | 6 | 8  | 100 | 92  | +8   |
|  | 8.   | Turquel           | 40 | 22 | 6  | 6 | 10 | 65  | 79  | -14  |
|  | 9.   | Infante de Sagres | 38 | 22 | 6  | 4 | 12 | 78  | 102 | -24  |
|  | 10.  | Seixal            | 38 | 22 | 5  | 6 | 11 | 65  | 100 | -35  |
|  | 11.  | Académica         | 30 | 22 | 3  | 2 | 17 | 54  | 126 | -72  |
|  | 12.  | Sintra            | 27 | 22 | 1  | 3 | 18 | 52  | 132 | -80  |

Legenda:
  Partecipa alla poule titolo.
  Partecipa alla poule retrocessione.
Note:
Tre punti a vittoria, due a pareggio, uno a sconfitta.

## Fase finale

### Classifica poule titolo
|  | Pos. | Squadra       | Pt | G  | V  | N | P | GF | GS | DR  |
|  | ---- | ------------- | -- | -- | -- | - | - | -- | -- | --- |
|  | 1.   | Benfica       | 61 | 10 | 10 | 0 | 0 | 79 | 29 | +50 |
|  | 2.   | Barcelos      | 51 | 10 | 5  | 2 | 3 | 34 | 35 | -1  |
|  | 3.   | Porto         | 51 | 10 | 6  | 2 | 2 | 40 | 35 | +5  |
|  | 4.   | Valongo       | 41 | 10 | 3  | 1 | 6 | 40 | 49 | -9  |
|  | 5.   | Paço de Arcos | 37 | 10 | 1  | 2 | 7 | 26 | 47 | -21 |
|  | 6.   | Oliveirense   | 35 | 10 | 1  | 1 | 8 | 43 | 67 | -24 |

Legenda:
  Vincitore della Coppa del Portogallo 1993-1994.
      Campione del Portogallo e ammessa alla Coppa dei Campioni 1994-1995.
      Eventuali altre squadre ammesse alla Coppa dei Campioni 1994-1995.
      Ammessa in Coppa delle Coppe 1994-1995.
      Ammessa in Coppa CERS 1994-1995.
Note:
Tre punti a vittoria, due a pareggio, uno a sconfitta.
Vengono conservati metà dei punti della stagione regolare arrotondati per eccesso.

### Classifica poule salvezza
|       | Pos. | Squadra           | Pt | G  | V | N | P | GF | GS | DR  |
| ----- | ---- | ----------------- | -- | -- | - | - | - | -- | -- | --- |
| [ 1 ] | 1.   | Sporting CP       | 50 | 10 | 8 | 2 | 0 | 81 | 42 | +39 |
|       | 2.   | Seixal            | 41 | 10 | 5 | 2 | 3 | 35 | 41 | -6  |
|       | 3.   | Infante de Sagres | 40 | 10 | 5 | 1 | 4 | 42 | 58 | -16 |
|       | 4.   | Turquel           | 39 | 10 | 3 | 3 | 4 | 38 | 38 | 0   |
|       | 5.   | Académica         | 31 | 10 | 2 | 2 | 6 | 35 | 45 | -10 |
|       | 6.   | Sintra            | 28 | 10 | 1 | 2 | 7 | 32 | 39 | -7  |

Legenda:
      Ammessa in Coppa delle Coppe 1994-1995.
      Retrocesse in 2ª Divisão 1994-1995.
Note:
Tre punti a vittoria, due a pareggio, uno a sconfitta.
Vengono conservati metà dei punti della stagione regolare arrotondati per eccesso.